# Erasmus Quellinus cel Tânăr
Erasmus Quellinus cel Tânăr (n. 1607, Antwerp - d. 1678) a fost un pictor flamand. A lucrat în studioul lui Peter Paul Rubens.

## Biografie

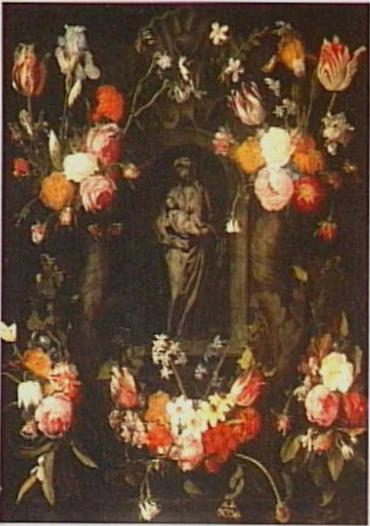
Exemplu al colaborării Thielen-Quellinus la o lucrare religioasă în stilul lui Daniel Seghers.

S-a născut la Antwerp, fiind fiul lui Erasmus Quellinus cel Bătrân și al soției acestuia, Elisabeth van Uden. Fiind parte dintr-o familie de artiști, a colaborat în lucrările sale cu membrii familiei. A realizat lucrări remarcabile în colaborare cu cumnatul său Jan Philips van Thielen. 
Fratele său Artus Quellinus cel Bătrân (Arnoldus) a fost un sculptor de marcă. 
În anul 1634 se căsătorește cu Catharina de Hemelaer, care a fost nepoata lui Jan de Hemelaer, diaconul Catedralei din Antwerp. Fiul lor a fost Jan-Erasmus Quellinus. 
La data de 9 noiembrie 1663 se căsătorește din nou, în Bruxelles, cu Françoise de Fren (sora Isabellei de Fren, soția lui David Teniers cel Tânăr).